# Lerna
Lerna (in greco Λέρνα?) è un ex comune della Grecia nella periferia del Peloponneso di 3 042 abitanti secondo i dati del censimento 2001.
È stato soppresso a seguito della riforma amministrativa detta Programma Callicrate in vigore dal gennaio 2011 ed è ora compreso nel comune di Argo-Mykines.
Sorge nei pressi di un'antica città della Grecia, nell'Argolide, distante circa 10 km da Argo vicino ad una palude in cui, secondo la mitologia greca, vivevano l'Idra, animale mostruoso a nove teste, e Carcino che costituirono la seconda delle fatiche di Eracle.
Altro mito legato a Lerna è quello di Amimone, che Poseidone salvò da un satiro che la seguiva, lanciando verso di lui il suo tridente, che si conficcò nella roccia. Poseidone disse a Amimone di estrarlo e così nacque una sorgente, chiamata appunto "Lerna". Da questa sorgente, il fiume Pontinos sfociava nel mare dopo un breve corso. Nella mitologia, Lerna era altre volte citata come fiume e talvolta anche come lago o pianura. Era famosa nell'antichità per le sue abbondanti acque.
Lerna è stata abitata almeno dal Neolitico e un grande edificio palaziale, la cosiddetta Casa delle tegole, risale al primo periodo ellenico (2500-2300 a.C.). La scala mostra che la casa aveva almeno 2 piani.